# Dondo (Mozambico)
Dondo è un centro abitato del Mozambico, situato nella Provincia di Niassa.